# Lithocarpus fenzelianus
Lithocarpus fenzelianus A.Camus – gatunek roślin z rodziny bukowatych (Fagaceae Dumort.). Występuje naturalnie w południowych Chinach – na wyspie Hajnan. 

## Morfologia
PokrójZimozielone drzewo dorastające do 8–30 m wysokości.
LiścieBlaszka liściowa jest skórzasta i ma owalny, owalnie eliptyczny lub owalnie lancetowaty kształt. Mierzy 10–18 cm długości oraz 3–6 cm szerokości, jest całobrzega, ma klinową lub zbiegającą po ogonku nasadę i spiczasty lub ogoniasty wierzchołek. Ogonek liściowy jest nagi i ma 20–30 mm długości.
OwoceOrzechy o niemal kulistym kształcie, dorastają do 15 mm średnicy. Osadzone są pojedynczo w miseczkach o kulistym kształcie, które mierzą 16–22 mm średnicy. Orzechy są całkowicie otulone w miseczkach.

## Biologia i ekologia
Rośnie w wiecznie zielonych lasach. Występuje na wysokości do 1000 m n.p.m. Kwitnie od lutego do kwietnia, natomiast owoce dojrzewają od sierpnia do września.